# Alex in Wonderland
Alex in Wonderland är en amerikansk dramakomedi från 1970, regisserad av Paul Mazursky och med Donald Sutherland och Ellen Burstyn i huvudrollerna. Sutherland spelar en filmregissör som funderar på vilket filmprojekt han ska ta sig an som andra film efter en framgångsrik debut (vilket liknade den situation som Mazursky själv befann sig i efter sin första film Bob & Carol & Ted & Alice). I filmen förekommer också som sig själva Jeanne Moreau (som även sjunger två låtar på soundtracket) och Federico Fellini. Den senares filmer hade inspirerat Mazursky, särskilt 8 ½. I övriga roller syns bl.a. Mazursky själv som filmproducent, Viola Spolin och Michael Lerner.
Filmen hade amerikansk premiär den 17 december 1970.